# Theodor Hahr
Anders Vilhelm Theodor Hahr, född den 1 november 1839 i Ryedal i Blekinge, död den 18 januari 1927, var en svensk skogsman, son till August Hahr, bror till Mauritz Hahr.
Hahr utexaminerades från Skogsinstitutet 1859, blev 1861 överjägare i Västernorrlands län och lärare vid Sillre skogsskola, 1863 andre lärare (i jakt- och författningskunskap) vid Skogsinstitutet och 1869 jägmästare i Ängelholms revir samt föreståndare för Danielslunds skogsskola. Han blev skogsinspektor 1871 i östra distriktet och 1874 i Bergslagsdistriktet, förordnades 1883 till domänintendent i Västmanlands län och blev 1889 överjägmästare i Bergslagsdistriktet. 
Hahr var en skicklig skogsman samt intresserad fågeljägare och hundkännare. Bland hans många arbeten kan nämnas Handbok för jägare och jagtvänner (1866; 2:a upplagan 1881-82) samt Samling af gällande författningar rörande skogsväsendet (1877; 2:a upplagan 1906).